# TUI fly
Cet article concerne la compagnie aérienne allemande. Pour l'alliance (compagnies aériennes et voyagistes), voir TUI.
Discover your smile !

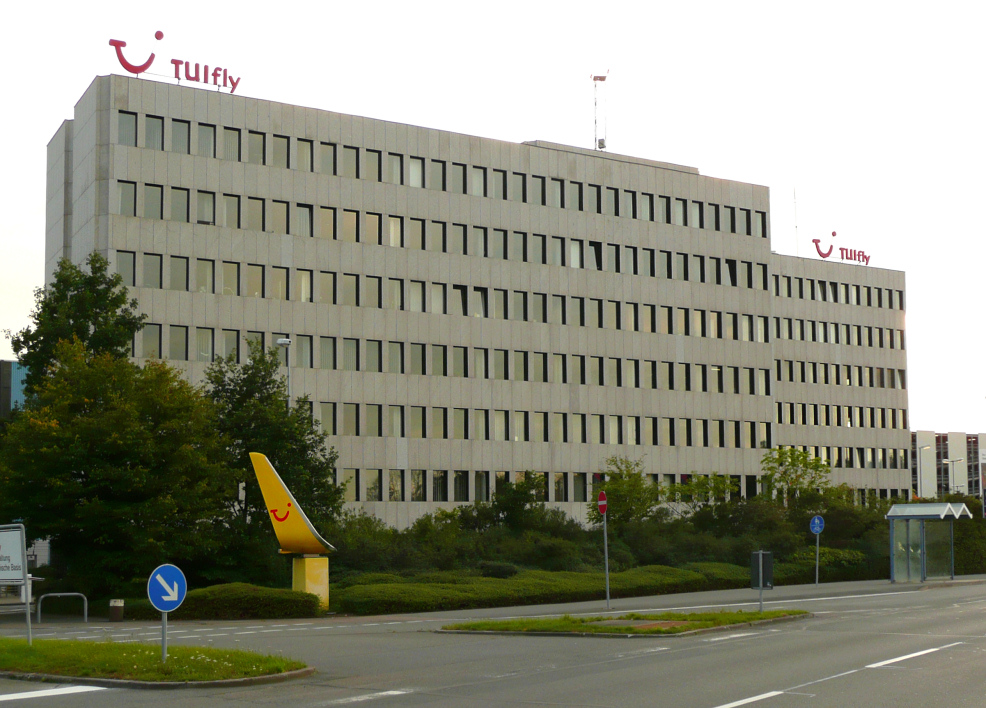
Siège social de TUIfly

TUIfly Vermarktungs GmbH est une compagnie aérienne à bas prix basée à Langenhagen, Basse-Saxe, Allemagne. La compagnie offre également des vols charter. Près de 60 % des places sont vendues directement par la compagnie, 30 % par TUI sous forme de forfaits vacances et 10 % par d'autres agences. TUIfly, avec sa flotte de 37 appareils, est la troisième plus grande compagnie aérienne d'Allemagne après Lufthansa et Condor.

## Histoire
La compagnie est créée en 2007 par la fusion de Hapagfly et de Hapag-Lloyd Express (HLX) en tant que filiale de TUI Travel. Les codes AITA de ses prédécesseurs sont toujours utilisés. L'ancien indicatif d'appel YELLOWCAB est utilisé jusqu'au 24 septembre 2010, date à laquelle il est remplacé par TUIJET.
Dans le deuxième trimestre de 2007, le facteur de remplissage chute à environ 79 %, après avoir été de 92 % l'année précédente. À la suite de quoi, la compagnie annonce la fermeture de ses bases des aéroports de Leipzig/Halle et de Brême, afin de pouvoir développer sa base de Cologne/Bonn à la place[citation nécessaire]. Le 29 janvier 2008 est annoncé un projet de fusion de TUIfly avec Eurowings et Germanwings en une holding commune et indépendante, mais le projet a été retiré à la suite des pourparlers préliminaires infructueux.
Le 27 mars 2009, TUI Travel confirme qu'elle a signé un partenariat stratégique avec Air Berlin qui verrait TUI Travel prendre une participation à hauteur de 20 % d'Air Berlin, et Air Berlin de 20 % de TUIfly. Pour des questions de réglementations et de régulation, la participation est ramenée à 9,9 %. Air Berlin louera aussi 17 appareils de TUIfly et prendra en charge toutes les connexions régulières intercity de cette dernière. TUIfly mettra l'accent sur les vols charter avec ses 21 appareils restants. Depuis le 25 octobre 2009, tous les vols intérieurs préalablement assurés par TUIfly sont pris en charge par Air Berlin, ainsi que tous les vols en direction de l'Autriche, de l'Italie et de la Croatie. La plupart de ces vols sont toujours opérés par des appareils TUIfly, mais sont vendus par Air Berlin.

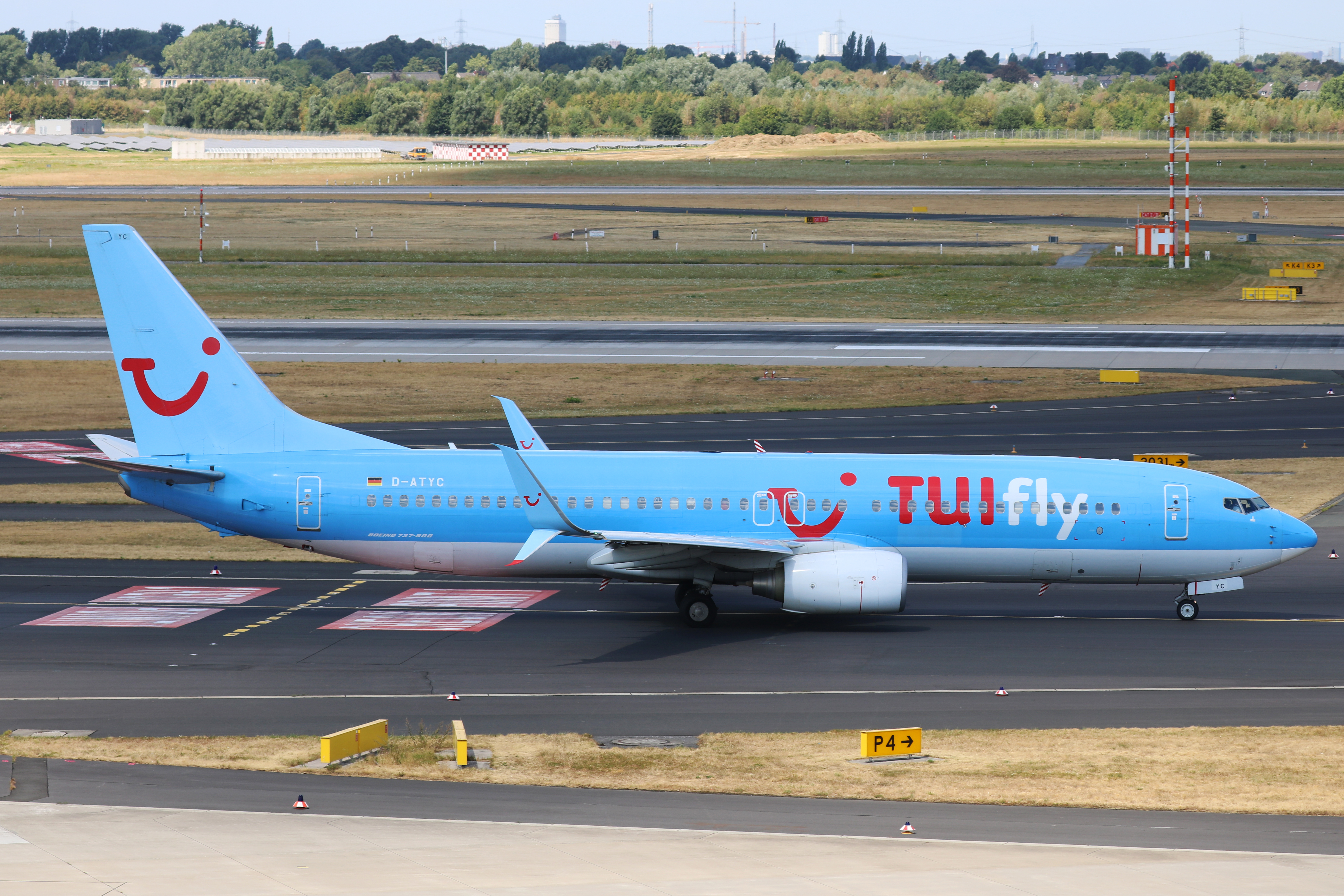
Un avion de TUIfly sans le .com

Comme Thomson Airways, TUIfly a laissé tomber le ".com" sur ses fuselages.

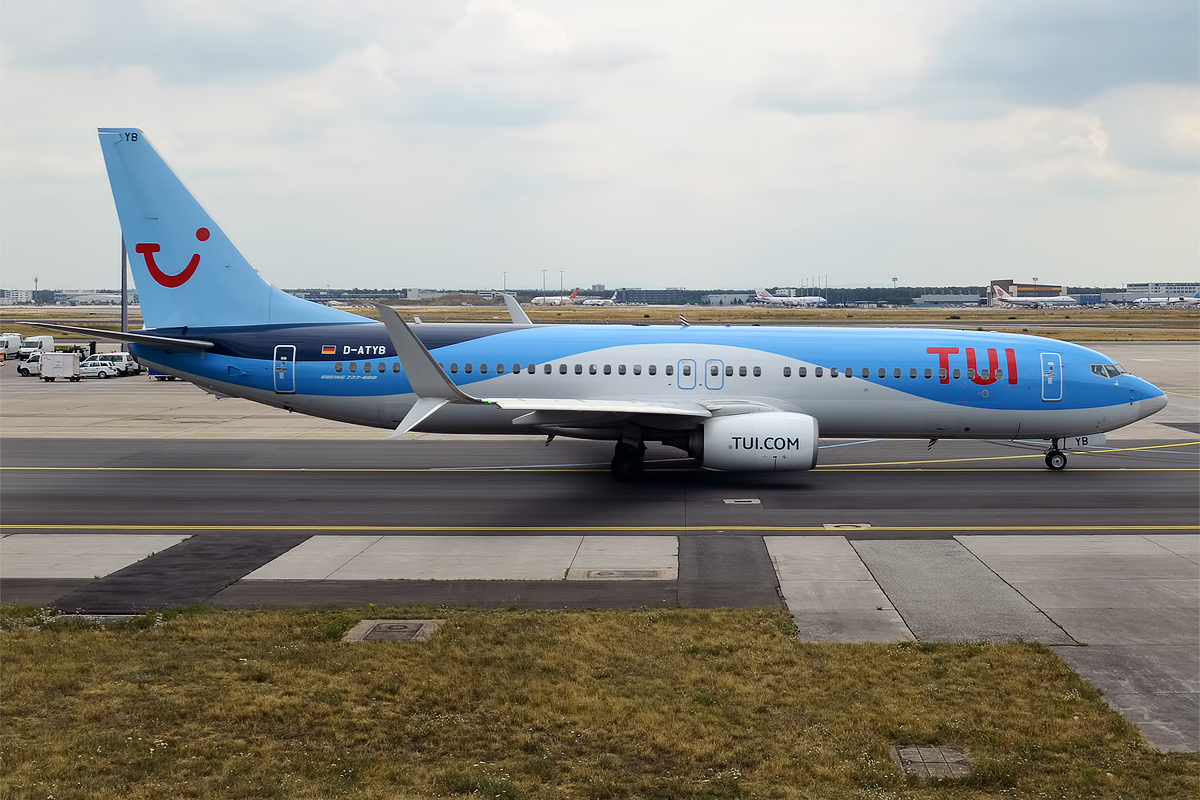
Un Boeing 737-800 de TUIfly avec la livrée actuelle

En 2012, une nouvelle livrée commune aux compagnies aériennes du groupe TUI est inaugurée.

## Destinations

### Afrique
- Égypte
  - Hurghada - Aéroport international de Hurghada
  - Louxor - Aéroport international de Louxor saisonnier
  - Marsa Alam - Aéroport international de Marsa Alam
  - Charm el-Cheikh - Aéroport international de Charm el-Cheikh
- Maroc
  - Agadir - Aéroport Agadir - Al Massira saisonnier
  - Casablanca-Aéroport Mohammed V
  - Rabat - Aéroport Rabat-Sale
  - Marrakech-Aéroport Ménara
  - Oujda - Aéroport d’Oujda-Angads
  - Tanger - Aéroport de Tanger-Ibn Battouta
  - Nador - Aéroport de Nador-Al Aroui
- Tunisie
  - Enfida - Aéroport international d'Enfidha-Hammamet saisonnier
  - Tunis  -  Aéroport  international de Tunis-Carthage
  - Djerba - Aéroport international de Djerba-Zarzis

### Asie
- Israël
  - Tel Aviv-Jaffa - Aéroport international David-Ben-Gourion saisonnier
- Turquie
  - Antalya - Aéroport d'Antalya saisonnier
  - Dalaman - Aéroport de Dalaman saisonnier

### Europe
- Bulgarie
  - Bourgas - Aéroport de Bourgas saisonnier
- Allemagne
  - Berlin-aeroport de Berlin Willy Brant
  - Cologne/Bonn - Aéroport Konrad-Adenauer Base
  - Düsseldorf - Aéroport international de Düsseldorf Base
  - Francfort-sur-le-Main - Aéroport international de Francfort / Rhein-Main Base
  - Hambourg - Aéroport de Hambourg Base
  - Hanovre - Aéroport international de Hanovre Langenhagen Base
  - Münster - Aéroport international Münster Osnabrück saisonnier
  - Munich - Aéroport international Franz-Josef-Strauss de Munich Base
  - Nuremberg - Aéroport de Nuremberg saisonnier
  - Stuttgart - Aéroport de Stuttgart Base
  - Sarrebruck - Aéroport de Sarrebruck Base saisonnier
- Grèce
  - Araxos/Patras - Aéroport d'Araxos saisonnier
  - Corfou - Aéroport international de Corfou saisonnier
  - Héraklion - Aéroport international d'Héraklion Níkos-Kazantzákis saisonnier
  - Kos - Aéroport international de l'île de Kos saisonnier
  - Rhodes - Aéroport international de Rhodes saisonnier
- Malte
  - Malte - Aéroport international de Malte saisonnier
- Portugal
  - Faro - Aéroport de Faro saisonnier
  - Funchal île de Madère - Aéroport de Funchal saisonnier
- Espagne
  - Fuerteventura - Aéroport de Fuerteventura
  - Ibiza - Aéroport d'Ibiza saisonnier
  - Jerez de la Frontera - Aéroport de Jerez saisonnier
  - Lanzarote - Aéroport de Lanzarote
  - Las Palmas de Gran Canaria - Aéroport de Las Palmas
  - Minorque - Aéroport de Minorque saisonnier
  - Palma de Majorque - Aéroport de Palma de Majorque
  - Tenerife - Aéroport de Tenerife-Sud
- Suisse
  - Bâle/Mulhouse - Aéroport international de Bâle-Mulhouse-Fribourg
- France
  - Avignon

## Flotte

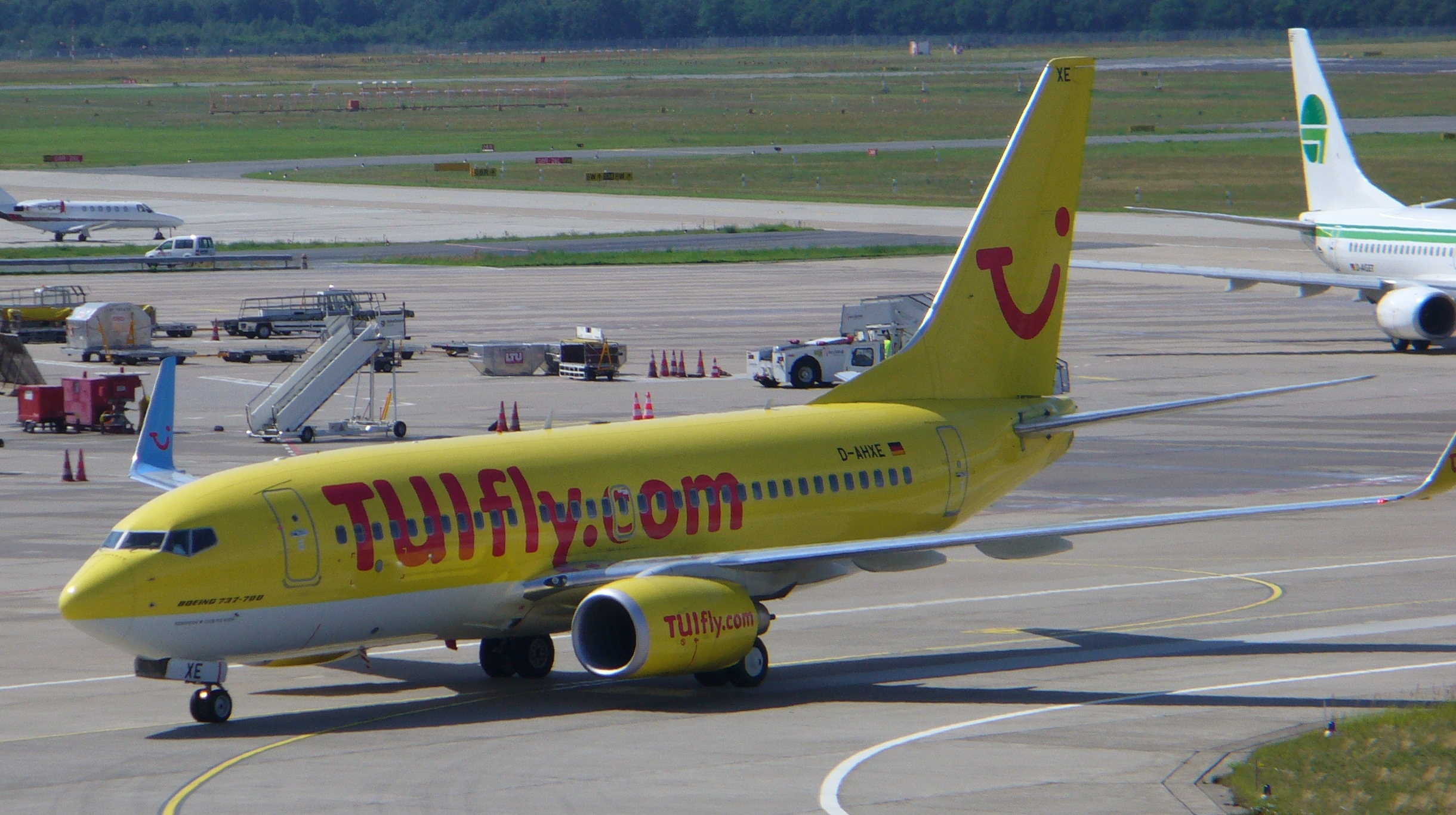
Un Boeing 737-700 de TUIfly à l'Aéroport de Berlin-Tegel

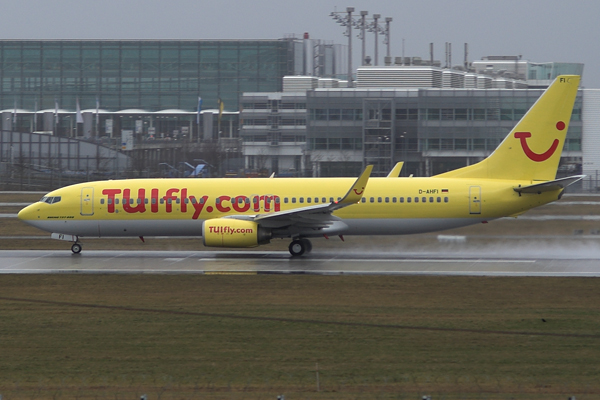
Un Boeing 737-800 de TUIfly à l’Aéroport international Franz-Josef-Strauss de Munich

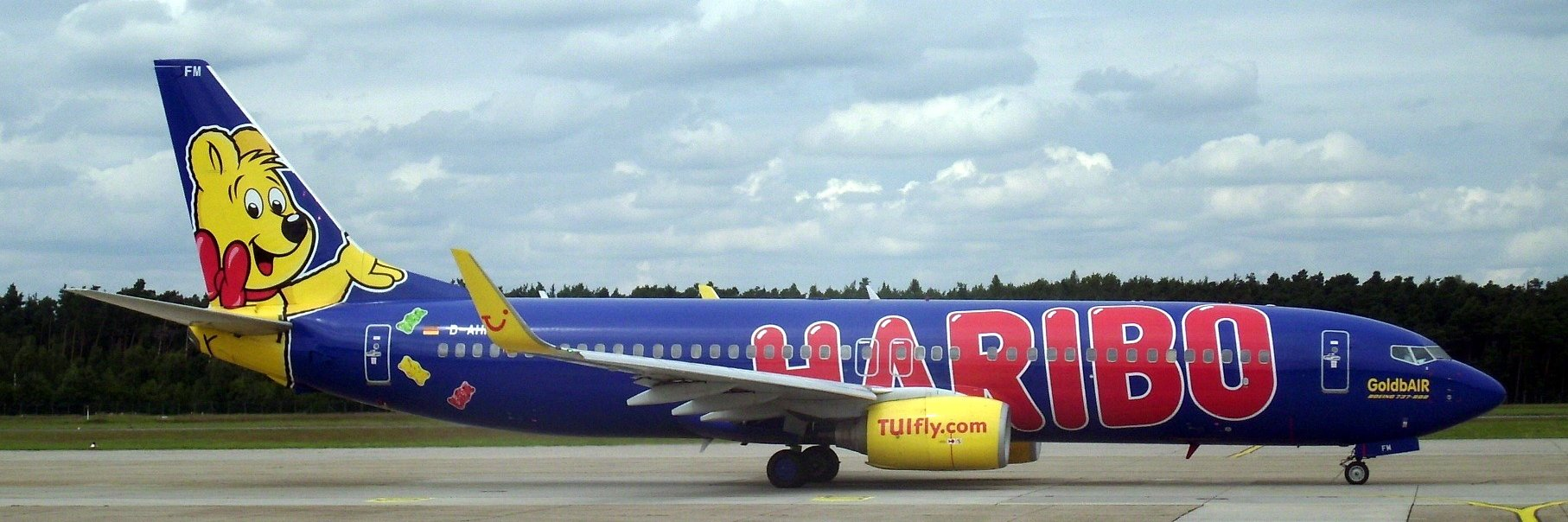
Un Boeing 737-800 de TUIfly à l’Aéroport de Nuremberg aux couleurs d'Haribo

En février 2021 la flotte de TUI fly est composée des appareils suivants :

## Services à bord
Tous les vols intérieurs ainsi que ceux des autres destinations non touristiques sont exploités pour le compte d'Air Berlin par les services d'Air Berlin. TUIfly offre gratuitement des boissons, snacks et repas sur les vols à destination et en provenance du Cap-Vert, d'Égypte, de Grèce, d'Israël, du sud de l'Italie, du Maroc, du Portugal, d'Espagne (îles Canaries incluses) et de Tunisie. Des repas chauds sont servis sur les vols longues distances, y compris sur ceux à destination des îles Canaries, du Cap-Vert, d'Égypte et de l'île de Madère.